# 文沖駅
文沖駅（ぶんちゅうえき）は、中華人民共和国広東省広州市黄埔区大沙地東路と石化路の交差点にある広州地下鉄5号線の駅である。

## 歴史
- 2009年12月28日：開業[1]。

## 駅構造
島式ホーム1面2線を有する地下駅。開業当初からホームドア設置。

### のりば
| 番線 | 路線    | 行先             |
| ---- | ------- | ---------------- |
| 1    | ■ 5号線 | 黄埔新港方面     |
| 2    | ■ 5号線 | 広州駅・滘口方面 |

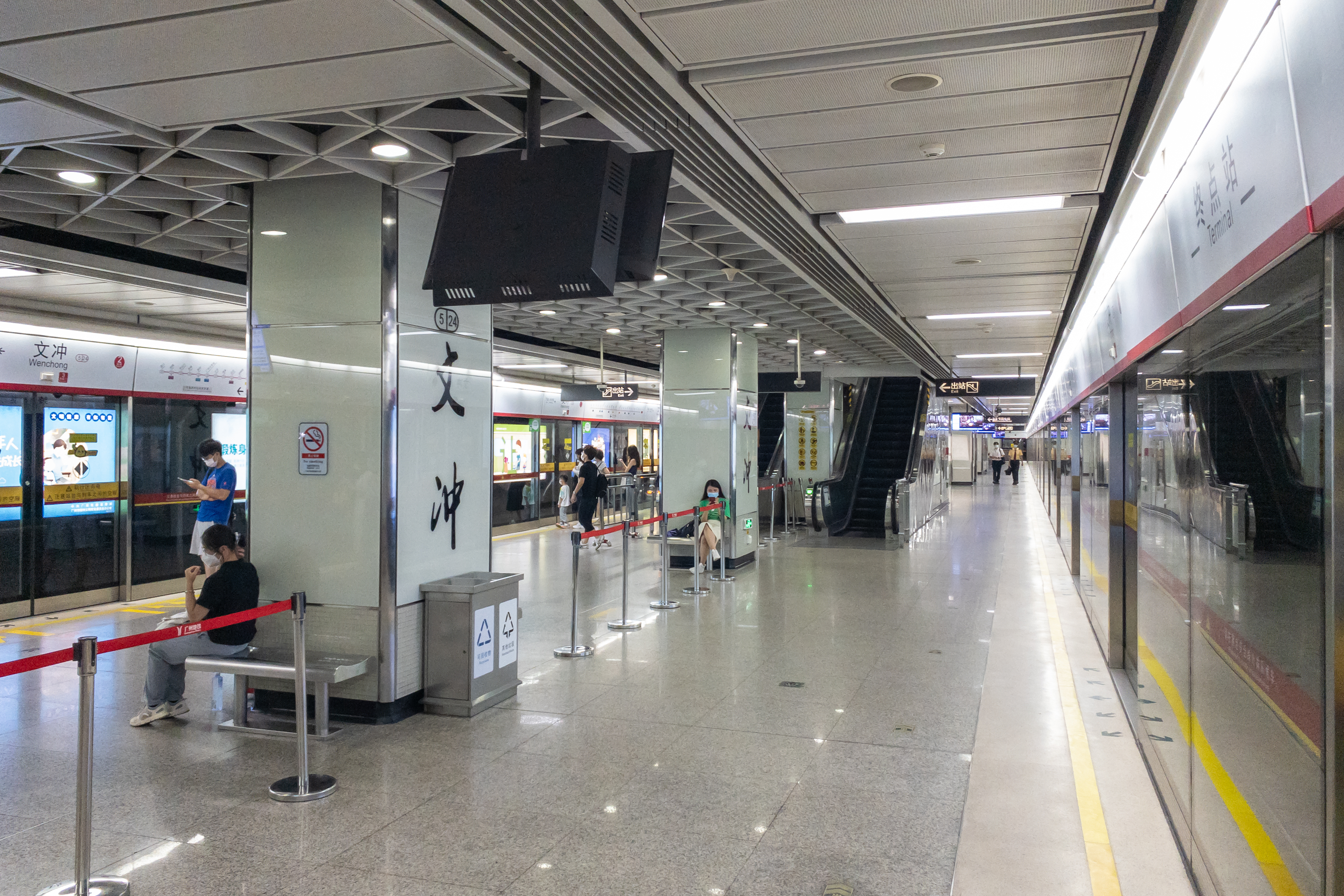
ホーム（2022年5月）
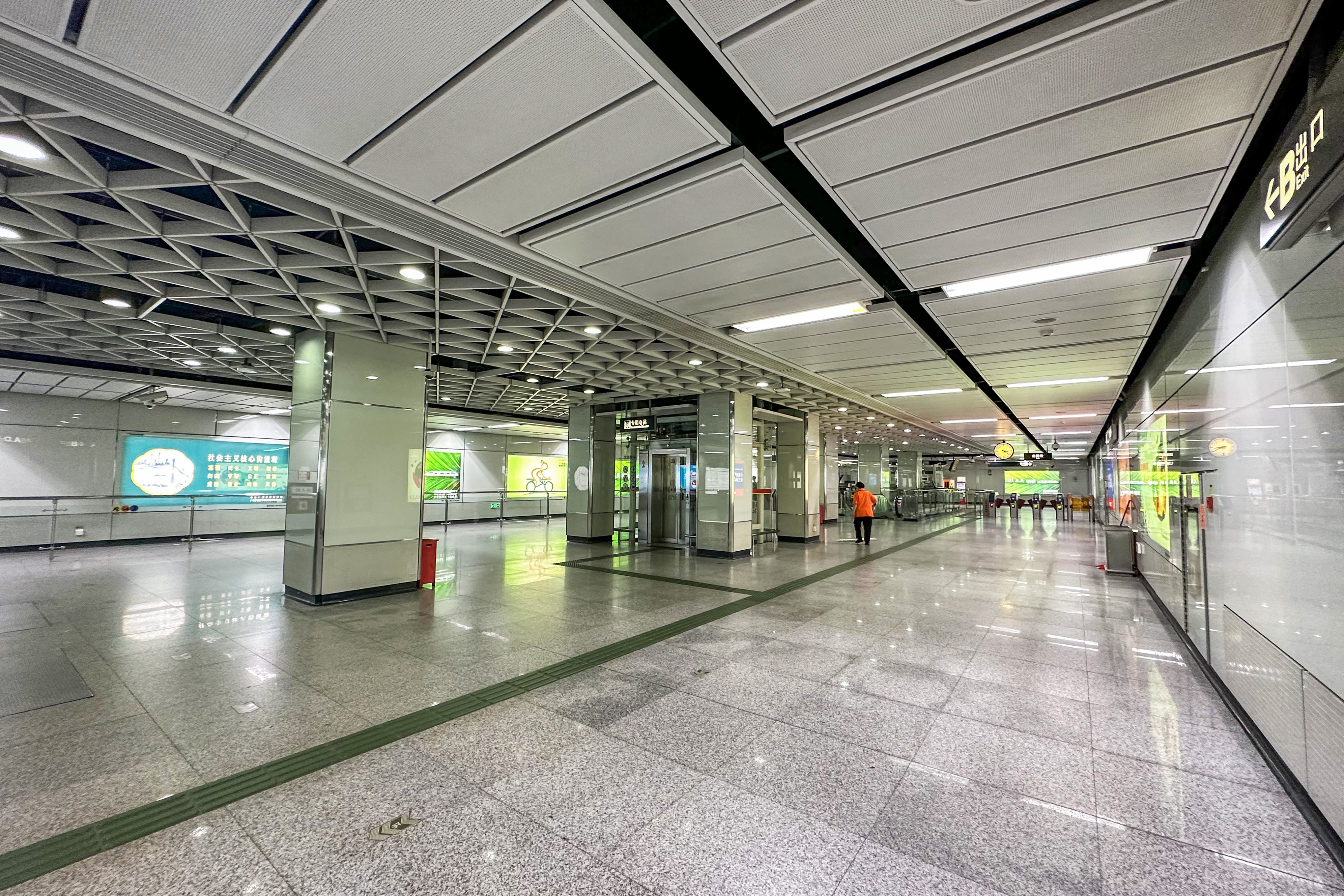
コンコース

## 駅周辺
- 悦時代花園・心悦湾
- 万科城市之光A南区
- 文沖小学
- 広州石化大院
- 広州石化中学
- 文沖商貿ビル
- 万科城市花園
- 江北西苑
- 広州億仁医院

## 隣の駅
広州地下鉄
■ 5号線
大沙東駅 523 - 文沖駅 524 - 双沙駅 525